# Lac vulcanic

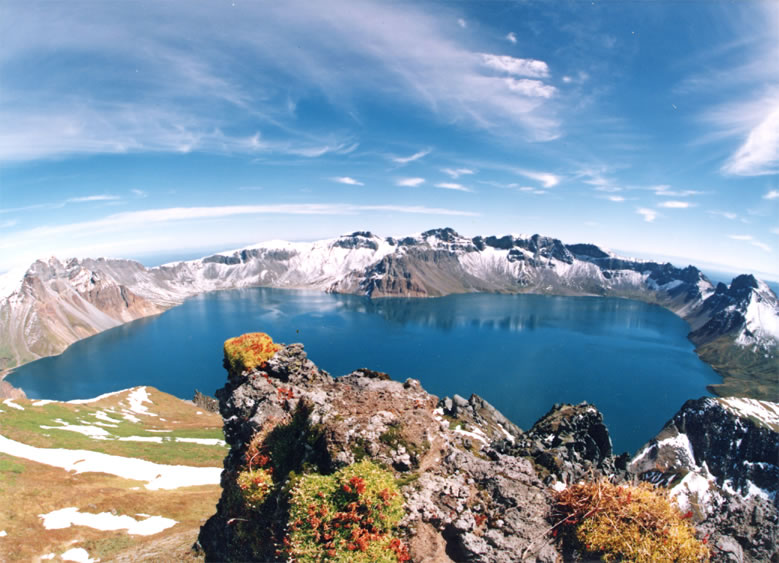
Lacul vulcanic Rai (Chonji / Tianchi), Coreea de Nord / China

Lac vulcanic este un termen din domeniul geografiei, care desemnează un lac aflat în bazine intramontane scufundate, constituit prin acumularea apei în craterul unui vulcan stins sau în spatele unei acumulări de lavă solidificată, care închide un defileu muntos.
Poartă și denumirea de lac de crater.
Un exemplu de lac vulcanic este Lacul Sfânta Ana din România.

Lacurile de crater vulcanic au adancimi variabile.